# 歐倩瑩
歐倩瑩（AU Sin Ying，1989年1月8日—），生於香港，香港女子劍擊運動員，因她戴着眼鏡出戰，被媒體稱為「眼鏡女俠」/「眼鏡劍俠」。歐倩瑩於2010年香港傑出運動員選舉獲得「香港傑出運動員」獎項。曾就讀聖公會莫壽增會督中學，林大輝中學，畢業於香港浸會大學體育及康樂管理系。

## 運動員生涯
2010年，歐倩瑩代表香港參加2010年亞洲運動會，先取得女子佩剑个人銀牌；再伙拍歐陽慧心、方怡德和林衍蕙取得女子佩剑團體銅牌。其中，她在女子佩劍個人賽中，先後擊敗賽事頭號種子朱敏和世界冠軍谭雪，一戰成名。
2012年，歐倩瑩代表香港出戰英國倫敦舉行的奧林匹克運動會女子個人佩劍賽事，並以第十四名完成賽事。
2014年9月，歐倩瑩代表香港參加南韓仁川舉行的亞運會劍擊比賽，與林衍蕙、何笑妍和張藝馨合作贏得女子佩劍團體賽銅牌。賽後，她表示今屆亞運的成績雖不及上屆，但自己着重團體多於個人賽，現在已達到銅牌目標，沒有多大遺憾。

## 個人榮譽
- 香港特區政府嘉獎

行政長官社區服務獎狀（2011年）
- 香港傑出運動員選舉

「香港傑出運動員」（2010年）